# Rotthausen (Schalksmühle)
Rotthausen ist ein Ortsteil von Schalksmühle im Märkischen Kreis im Regierungsbezirk Arnsberg in Nordrhein-Westfalen (Deutschland). 

## Lage und Beschreibung
Rotthausen liegt südwestlich des Schalksmühler Kernorts nahe der Stadtgrenze zu Halver auf einer Hochfläche, die zwischen den Glörtal, dem Volmetal und dem Hälvertal liegt. Nachbarorte sind Ober-. Mittel- und Niederreeswinkel, Asenberg, Mollsiepen, Mathagen, Herbecke, Buchholz und Herberge, sowie Glörfeld, Othmaringhausen, Magdheide und Heerenfelde auf Halveraner Stadtgebiet.

## Geschichte
Das zunächst dem Kirchspiel Halver angehörige Rotthausen wurde erstmals im Jahr 900 urkundlich erwähnt, die Entstehungszeit der Siedlung wird aber für den Zeitraum zwischen 630 und 700 in der Zeit der zweiten sächsischen Landnahme vermutet. Somit ist Rotthausen eine der früheren Siedlungen in Schalksmühle.
1818 lebten 68 Einwohner im Ort. 1838 gehörte Rotthausen der Glörfelder Bauerschaft innerhalb der Bürgermeisterei Halver an. Der laut der Ortschafts- und Entfernungs-Tabelle des Regierungs-Bezirks Arnsberg als Dorf kategorisierte Ort besaß zu dieser Zeit 18 Wohnhäuser, drei Fabrikationsstätten bzw. Mühlen und acht landwirtschaftliche Gebäude. Zu dieser Zeit lebten 119 Einwohner im Ort, allesamt evangelischen Glaubens.
Der Ort ist auf der Preußischen Uraufnahme von 1840 als Rothausen verzeichnet. Ab der Preußischen Neuaufnahme von 1892 ist der Ort auf Messtischblättern der TK25 als Rotthausen verzeichnet.
Die Gemeinde- und Gutbezirksstatistik der Provinz Westfalen führt 1871 den Ort als Dorf mit 20 Wohnhäusern und 166 Einwohnern auf. Das Gemeindelexikon für die Provinz Westfalen gibt 1885 für Rotthausen eine Zahl von 137 Einwohnern an, die in 19 Wohnhäusern lebten. 1895 besitzt der Ort 16 Wohnhäuser mit 122 Einwohnern und gehörte kirchlich zum evangelischen Kirchspiel Schalksmühle, 1905 zählt der Ort 15 Wohnhäuser und 117 Einwohner.
Am 1. Oktober 1912 wurde der Bereich um den Ort aus der Gemeinde Halver ausgegliedert und der neu gegründeten Gemeinde Schalksmühle zugewiesen.